# إيستمان جاكوبس
إيستمان جاكوبس (بالإنجليزية: Eastman Jacobs) هو إيرودينامي ‏ أمريكي، ولد في 19 يوليو 1902، وتوفي في 21 يونيو 1987.